# Wallengrün
Wallengrün ist ein Ortsteil der Stadt Pausa-Mühltroff im Vogtlandkreis in Sachsen. Er wurde am 22. März 1970 nach Unterreichenau eingemeindet, mit dem er am 1. April 1993 zur Stadt Pausa/Vogtl. kam. Diese nannte sich mit der Eingemeindung von Mühltroff am 1. Januar 2013 in Pausa-Mühltroff um.
Zwischen 1952 und 1992 gehörte Wallengrün zum Kreis Zeulenroda im Bezirk Gera bzw. ab 1990 im Freistaat Thüringen. Durch einen Staatsvertrag kam der Ort zusammen mit weiteren Nachbarorten am 1. April 1992 zum sächsischen Landkreis Plauen.

## Geographie

### Geographische Lage und Verkehr
Das Waldhufendorf Wallengrün liegt nordwestlich der Stadt Pausa im kupierten Südostthüringer Schiefergebirge (Naturraum Vogtland). Es befindet sich im äußersten Nordwesten des Vogtlandkreises und im sächsischen Teil des historischen Vogtlands. Im Norden grenzt er an das thüringische Vogtland. Durch Wallengrün fließt die Weida, ein Zufluss der Weißen Elster, welche nordwestlich von Wallengrün die sächsisch-thüringische Landesgrenze passiert. Nordwestlich und nordöstlich von Wallengrün befinden sich zwei größere zusammenhängende Waldgebiete. Die Kreisstraße 7876 erschließt das Dorf verkehrsmäßig.
Der Ort ist mit der vertakteten RufBus-Linie 43 des Verkehrsverbunds Vogtland an Pausa angebunden. Dort besteht Anschluss zur TaktBus-Linie 42 nach Plauen.

### Nachbarorte
Wallengrün grenzt an zwei weitere Ortsteile der Stadt Pausa-Mühltroff und an einen Ortsteil der Stadt Zeulenroda-Triebes im thüringischen Landkreis Greiz.
|           | Leitlitz (Thüringen)                        |                                                        |
|           | Kompassrose, die auf Nachbargemeinden zeigt | Unterreichenau (Siedlungen Spitzenburg und Mittelhöhe) |
| Thierbach |                                             | Unterreichenau (Hauptort)                              |

## Geschichte
1377 wurde erstmals der Ortsname Waldengrune urkundlich genannt. Die heutige Schreibweise ist erstmals im Jahr 1545 erwähnt. Die örtliche Mühle wurde 1542 erstmals urkundlich erwähnt. Sie bestand damals aus einer Mahlmühle, einer Ölmühle, einer Schneidemühle und einer Bäckerei. Am 28. Juli 1880 brannte das Anwesen bis auf die Schneidemühle ab. Nach ihrem Wiederaufbau wurde sie mit einer Turbine und zusätzlichem Kesselhaus ausgestattet. 1997 stellte der Müller den Betrieb ein. Bezüglich der Grundherrschaft unterstand Wallengrün bis ins 19. Jahrhundert dem Rittergut Mühltroff. Als Teil der Herrschaft Mühltroff gehörte das Dorf bis 1856 zum kursächsischen bzw. königlich-sächsischen Amt Plauen. Im Jahr 1856 wurde der Ort dem Gerichtsamt Pausa und 1875 der Amtshauptmannschaft Plauen angegliedert. Kirchlich ist Wallengrün seit jeher nach Thierbach gepfarrt.
Durch die zweite Kreisreform in der DDR wurde das bisher sächsische Dorf Wallengrün gemeinsam mit seinen ebenfalls bisher sächsischen Nachbarorten Pausa/Vogtl., Ebersgrün, Ranspach, Linda, Unterreichenau und Oberreichenau im Jahr 1952 dem Kreis Zeulenroda im Bezirk Gera angegliedert, welcher ab 1990 als thüringischer Landkreis Zeulenroda fortgeführt wurde. Wallengrün wurde am 22. März 1970 nach Unterreichenau eingemeindet.
Auf Grundlage des Staatsvertrages zwischen Thüringen und Sachsen wechselten die Stadt Pausa/Vogtl. (mit Oberreichenau und Linda) und die Gemeinden Ebersgrün, Ranspach und Unterreichenau (mit Wallengrün) gemeinsam mit den Orten Mühltroff, Langenbach und Thierbach (bisher Landkreis Schleiz) am 1. April 1992 zum sächsischen Landkreis Plauen. Lediglich bezüglich der Postleitzahl gehören die Orte bis heute zum „thüringischen“ Postleitzahlengebiet „07“. Die Gemeinde Unterreichenau mit ihrem Ortsteil Wallengrün wurde am 1. April 1993 nach Pausa/Vogtl. eingemeindet. Am 10. Januar 2000 wurde eine Verwaltungsgemeinschaft zwischen der Stadt Mühltroff und der Stadt Pausa/Vogtl. mit dem Namen Verwaltungsgemeinschaft Pausa gebildet. Zum 1. Januar 2013 wurde die Verwaltungsgemeinschaft aufgelöst und die Stadt Mühltroff mit seinen beiden Ortsteilen in die Stadt Pausa/Vogtl. eingegliedert. Die Einheitsgemeinde, zu der Wallengrün als Ortsteil gehört, trägt den Namen Pausa-Mühltroff.

## Naturdenkmal
- Orchideenwiese auf der Wallengrüner Flur am Jahnberg.